# Vyssokovsk
Vyssokovsk (en russe : Высоковск) est une ville de l'oblast de Moscou, en Russie, dans le raïon de Kline. Sa population s'élevait à 10 659 habitants en 2014.

## Géographie
Vyssokovsk est située à 91 km au nord-ouest de Moscou.

## Histoire
Vyssokovsk a été fondé en 1879 en raison de la construction d'une usine textile, la Tovarichtchestvo Vyssokovskoï Manoufaktoury (Товарищество Высоковской мануфактуры). Deux petites cités au service de l'usine textile, Vyssokoye (Высокое) et Novy Bazar (Новый Базар) se développèrent et furent érigées en 1925 en une commune urbaine, rebaptisée Vyssokovski (Высоковский) en 1928. Elle reçut le statut de ville en 1940 et fut renommé Vyssokovsk.

## Population
Recensements (*) ou estimations de la population
| 1897* | 1926* | 1939*  | 1959*  | 1970*  | 1979*  |
| ----- | ----- | ------ | ------ | ------ | ------ |
| 3 700 | 8 034 | 11 500 | 11 057 | 12 230 | 11 377 |

| 1989*  | 2002*  | 2010*  | 2012   | 2013   | 2014   |
| ------ | ------ | ------ | ------ | ------ | ------ |
| 11 611 | 10 950 | 10 635 | 10 561 | 10 535 | 10 659 |